# Eyles Lake
Der Eyles Lake, auf Karten auch als Lake Eyles zu finden, ist ein Gebirgssee im Southland District der Region Southland auf der Südinsel von Neuseeland.

## Namensherkunft
Der See wurde nach dem Ethnologen J. R. Eyles benannt, der von Januar bis Februar 1953 an der Fiordland-Expedition des Canterbury Museum teilnahm.

## Geographie
Der Eyles Lake befindet sich auf einer Höhe von 1019 m im südlichen Teil der Murchison Mountains, rund 3,8 km nördlich des South Fjord des Lake Te Anau. Mit einer Flächenausdehnung von rund 43,3 Hektar und einem Seeumfang von rund 3,88 km erstreckt sich der See über eine Länge von rund 1,35 km in Nordnordwest-Südsüdost-Richtung und misst an seiner breitesten Stelle rund 550 m in Westsüdwest-Ostnordost-Richtung.
Zulauf bekommt der See durch verschiedene kleine Gebirgsbäche und seine Entwässerung findet an seinem südöstlichen Ende in östliche Richtung über einen nicht näher bezeichneten Gebirgsbach statt. Dieser mündet nach knapp 2 km in den Chester Burn, der seinerseits nach gut 5 km weiter südlich in den South Fjord des Lake Te Anau mündet.